# Chihuahua
Chihuahua (phát âm tiếng Tây Ban Nha: [tʃiˈwawa])) là một trong 31 bang, cùng với Quận liên bang, là 32 thực thể Liên bang của México. Thủ phủ là thành phố Chihuahua.
Bang này nằm ở Tây Bắc Mexico. Bang được bao bọc bởi các bang Sonora về phía tây, Sinaloa về phía tây nam, Durango về phía nam, và Coahuila về phía đông. Về phía bắc và đông bắc, bang này có một đường biên giới dài giữa Mỹ và Mexico, tiếp giáp với tiểu bang Hoa Kỳ New Mexico và Texas.
Chihuahua là bang lớn nhất ở Mexico theo diện tích, với diện tích đất liền là 247.455 km vuông (95,542.9 sq mi), diện tích bang này lơn hơn một chút so với Vương quốc Liên hiệp Anh và Bắc Ireland. Đó là lý do đó được biết dưới biệt danh El Grande Estado ("Đại Bang").

## Hình ảnh

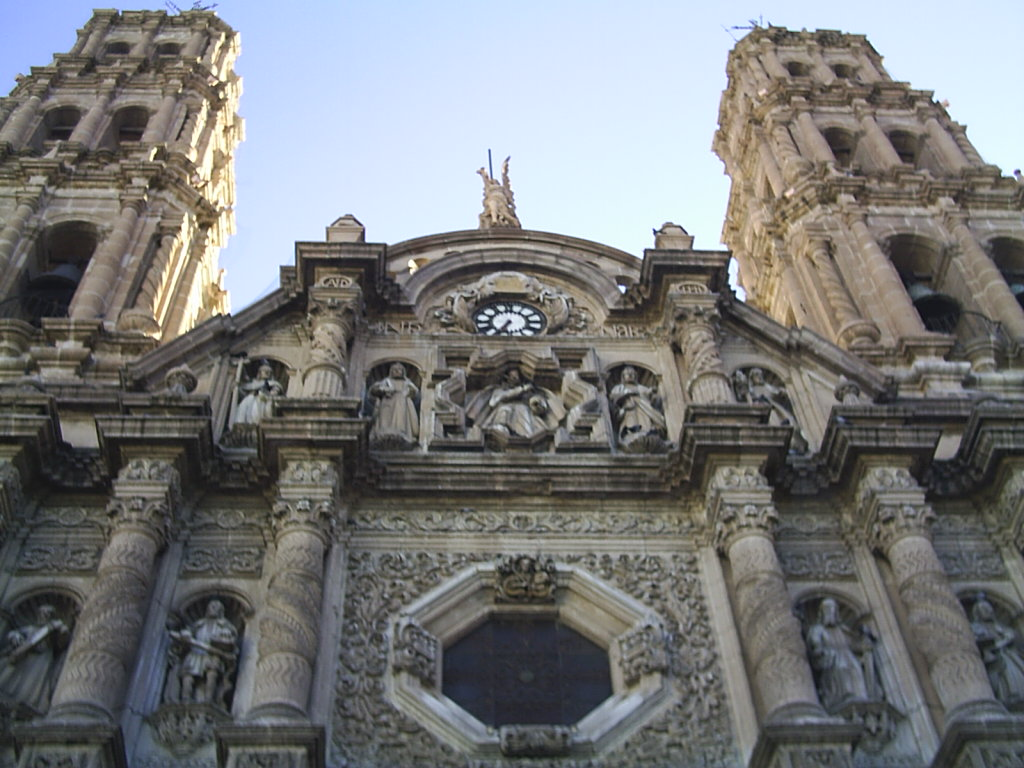
Nhà thờ lớn của Chihuahua, Chih.
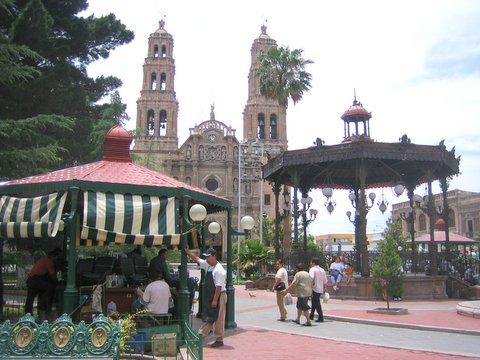
Plaza de Armas của Chihuahua, Chih.
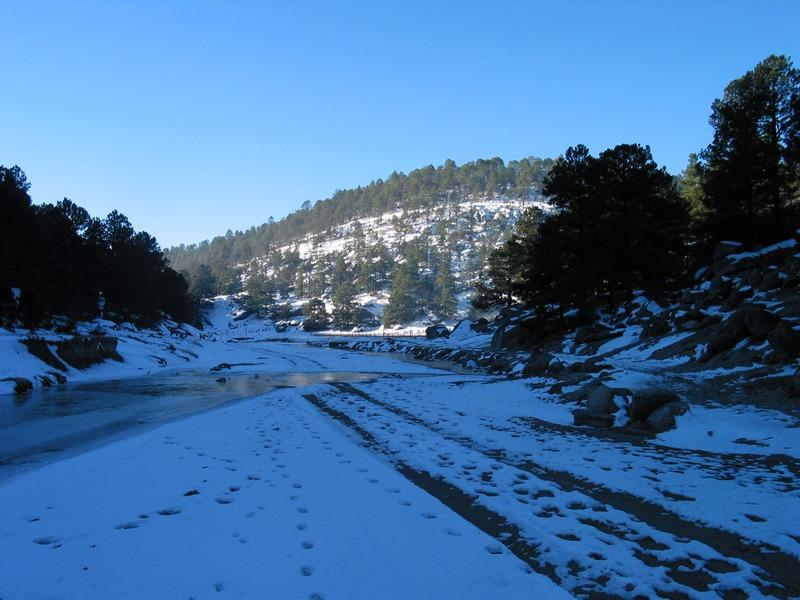
Chihuahua sau trận mưa tuyết.

## Liên kết
- (tiếng Tây Ban Nha) Chihuahua state government
- (tiếng Tây Ban Nha) Secretariat of Industrial Development of Chihuahua State Government Lưu trữ ngày 8 tháng 6 năm 2007 tại Wayback Machine
- (tiếng Tây Ban Nha) Chihuahua's municipal governments Lưu trữ ngày 14 tháng 6 năm 2007 tại Wayback Machine
- (tiếng Tây Ban Nha) Chihuahua photos Lưu trữ ngày 13 tháng 5 năm 2008 tại Wayback Machine
- (tiếng Anh) Encyclopaedia Britannica, Chihuahua
- (tiếng Anh) Chihuahuan Frontier Lưu trữ ngày 2 tháng 2 năm 2011 tại Wayback Machine